# Little Electric Chicken Heart
Little Electric Chicken Heart é o segundo álbum de estúdio da cantora e compositora Ana Frango Elétrico, lançado em 12 de setembro de 2019 pelo Selo RISCO, e também, pelo Mr Bongo no Reino Unido e Estados Unidos anos mais tarde. O álbum explora uma mistura de gêneros, incluindo MPB, pop barroco, pop psicodélico, jazz pop e samba jazz.
O álbum ficou entre os 25 melhores discos brasileiros do segundo semestre de 2019 segundo a Associação Paulista de Críticos de Arte (APCA) e recebeu indicações ao Prêmio Multishow de Música Brasileira na categoria "Álbum do Ano" e ao Grammy Latino na categoria "Melhor Álbum de Rock/Alternativo em Português" em 2020. Além disso, foi bem recebida pela crítica nacional e internacional, recebendo uma nota 8 pelo crítico musical estadunidense Anthony Fantano.

## Antecedentes
Ana Frango Elétrico já sabia o nome do álbum Little Electric Chicken Heart antes mesmo de começar a trabalhar nele. A frase surgiu durante um churrasco com amigos, quando ela estava filmando um coração de galinha cozinhando. A ideia de um "pequeno coração de galinha elétrico" remonta ao "paralelismo miúdo": um coração pequenino e inconsequente, mas também elétrico e grandioso.
Apesar do título em inglês, Ana acredita que ele reflete um modo brasileiro de pensar em inglês. Inicialmente, ela queria que o nome do álbum estivesse na capa, mas o artista Caio Paiva optou por uma abordagem diferente, focando em um close-up iluminado de Ana, que transmitiu a intimidade e a sensação cinematográfica desejada.

### Composição
Após o lançamento de seu primeiro álbum, Mormaço Queima, Ana Frango Elétrico decidiu explorar novas sonoridades e influências para seu segundo trabalho. Durante essa pesquisa, ela buscou criar uma atmosfera que evocasse memórias afetivas e nostalgia. Ana descreve o álbum como uma combinação de "chamber pop" e "balada-jazz", com influências de música dos anos 1960 e 1970, incluindo artistas como Quincy Jones e Burt Bacharach.

### Gravação
Ana trabalhou com diversos músicos e produtores para dar vida ao álbum. A produção musical foi realizada por Ana e Martin Scian, com arranjos de metais de Antonio Neves. O álbum foi gravado em vários estúdios, incluindo o Estúdio Verde e o Estúdio Barco, e contou com a participação de vários músicos, como Guilherme Lirio, Dora Morelenbaum e Tim Bernardes.

## Lançamento e promoção
Lançado em 2019, foi promovido com o lançamento de dois singles: "Tem Dúvida?", em 3 de setembro de 2019, e "Promessas e Previsões", no dia do lançamento do álbum"Tem Dúvida?", em 3 de setembro de 2019, e "Promessas e Previsões", no dia do lançamento do álbum. Além disso, Ana realizou uma série de shows e apresentações ao vivo, onde pôde compartilhar sua música e conectar-se diretamente com seus fãs. A promoção do álbum também incluiu entrevistas e participações em programas de rádio e televisão, para ampliar ainda mais o alcance de seu álbum. Little Electric Chicken Heart foi amplamente aclamado pela crítica nacional e internacional, recebendo diversos prêmios e indicações importantes em 2020.

## Lista de faixas
| Críticas profissionais | Críticas profissionais |
| Pontuações agregadas   | Pontuações agregadas   |
| Fonte                  | Avaliação              |
| ---------------------- | ---------------------- |
| AOTY                   | 80/100                 |
| Avaliações da crítica  |                        |
| Fonte                  | Avaliação              |
| G1                     | [ 11 ]                 |
| Célula Pop             | [ 12 ]                 |
| Música Instantânea.    | 8.5/10                 |
| Urge!                  | 9.0/10                 |

| Lado A |                          |                                   |         |  |
| N.º    | Título                   | Compositor(es)                    | Duração |  |
| 1.     | "Saudade"                | Ana Frango Elétrico               | 3:40    |  |
| 2.     | "Promessas e Previssões" | Chico França                      | 3:42    |  |
| 3.     | "Se no cinema"           | Ana Frango Elétrico               | 3:41    |  |
| 4.     | "Tem certeza?"           | Ana Frango Elétrico Bruno Schiavo | 3:50    |  |

| Lado B         |                          |                     |         |  |
| N.º            | Título                   | Compositor(es)      | Duração |  |
| 5.             | "Chocolate"              | Ana Frango Elétrico | 4:58    |  |
| 6.             | "Vinheta"                | Ana Frango Elétrico | 1:02    |  |
| 7.             | "Torturadores"           | Ana Frango Elétrico | 2:55    |  |
| 8.             | "Devia ter ficado menos" | Ana Frango Elétrico | 3:09    |  |
| 9.             | "Caspa"                  | Ana Frango Elétrico | 2:34    |  |
| Duração total: | Duração total:           | Duração total:      | 29:34   |  |

## Créditos
Todo o processo de elaboração de Little Electric Chicken Heart atribui os seguintes créditos:
Locais
- Gravação e mixagem:   - Estúdio Verde
  - Estúdio Barco
  - Estúdio 304
  - Estúdio Carolina
  - Estúdio Canoa
(Rio de Janeiro)
- Masterização: Martin Scian

Gestão e produção
- Produção musical: Ana Frango Elétrico & Martin Scian
- Produção Executiva: Santiago Perlingeiro
- Mixado e Masterizado por Martin Scian
- Arranjos de Metais: Antonio Neves
- Concepção e Direção Artística: Ana Frango Elétrico
- Fotografia: Hick Duarte
- Figurino: Barbara Tavares e Raquel Dimantas
- Direção e Projeto Gráfico: Caio Paiva

Instrumentação
- Vocais:  Ana Frango Elétrico (1–9), Vovô Bebê (1, 3, 4, 9), Dora Morelenbaum (1, 3, 4, 5, 9), Gil Sant´anna (1, 3, 9), João Caetano Soares (1, 3, 9), Juliana Thiré (3, 4), Laura Lavieri (1, 3, 5, 9), Raquel Dimantas (3, 4), Tuca (1, 3, 4, 5, 9), Thomás Duarte (1, 3, 9) e Victor Conduru (1, 3, 9)
- Arranjo de Voz: Vovô Bebê (4), Dora Morelenbaum (5) e Tim Bernardes (2)
- Synth: Alberto Continentino (1, 2, 5, 7, 8)
- Guitarra:  Ana Frango Elétrico (2–8) e Guilherme Lirio (1, 2, 3, 5, 9)
- Baixo: Guilherme Lirio (2, 4) e Vovô Bebê (1, 3, 5, 7, 9)
- Cavaquinho: Gabriel Loddo (9)
- Bateria: Antonio Neves (1, 2, 4, 9) e Guilherme Lirio (3, 5, 7, 8)
- Drum Machine: Guilherme Lirio (3, 7)
- Violão: Ana Frango Elétrico (2, 8)
- Percussão: Thomas Duarte (3, 6), João Caetano (3,6) e Marcelo Callado (1, 3, 5, 6,)
- Sax Barítono: Marcelo Cebukin (3, 4, 8)
- Sax Tenor: Marcelo Cebukin (4)
- Trombone:Antonio Neves (1, 2, 3, 4, 5, 8, 9)
- Trompete: Antonio Neves (1, 5) e Eduardo Santana (3, 4, 7, 8)
- Flauta: Marcelo Cebukin (4, 7)*Teclado: Ana Frango Elétrico (4) e Gustavo Benjão (4)
- Piano: Antonio Neves (1) e Guilherme Lirio (1, 5)
- Rhodes: Antonio Neves (1, 5), Martin Scian (2)
- Órgão: Tim Bernardes (2, 8)
- Metalophone: Guilherme Lirio (1, 5, 7)
- Percussão: Marcelo Costa (1, 2, 3, 4, 5, 7, 8, 9)
- Repique: João Caetano Soares (3, 4)
- Congas: Thomás Duarte (4, 7)
- Timbau: Thomás Duarte (3)

## Histórico de lançamento
| País                         | Data                   | Formato(s)          | Gravadora            | Ref.   |
| ---------------------------- | ---------------------- | ------------------- | -------------------- | ------ |
| Vários                       | 12 de setembro de 2019 | Download digital CD | Selo RISCO           | [ 15 ] |
| Brasil                       | 6 de novembro de 2019  | Download digital CD | Selo RISCO           | [ 16 ] |
| Brasil                       | Março de 2020          | Vinil               | Noize Record Club    | [ 17 ] |
| Brasil                       | 3 de abril de 2025     | Vinil               | Três Selos-Rocinante | [ 18 ] |
| Estados Unidos / Reino Unido | 4 de julho de 2024     | CD vinil            | Mr Bongo             | [ 2 ]  |

## Prêmios e indicações
| Premiação                             | Ano  | Categoria                                     | Resultado | Ref.   |
| ------------------------------------- | ---- | --------------------------------------------- | --------- | ------ |
| Prêmio Multishow de Música Brasileira | 2020 | Álbum do Ano                                  | Indicado  | [ 19 ] |
| Grammy Latino                         | 2020 | Melhor Álbum de Rock/Alternativo em Português | Indicado  | [ 20 ] |